# وینانیتلو (ماناکارا)
وینانیتلو (به لاتین: Vinanitelo) یک منطقهٔ مسکونی در ماداگاسکار است که در Manakara واقع شده‌است. وینانیتلو ۱۰٬۰۰۰ نفر جمعیت دارد و ۱۵۳ متر بالاتر از سطح دریا واقع شده‌است.